# ميلفورد (كونيتيكت)
ميلفورد (بالإنجليزية: Milford, Connecticut)‏ هي مدينة تقع في نيو هيفن، كونيتيكت بولاية كونيتيكت في الولايات المتحدة. تأسست عام 1639، تبلغ مساحتها 67.7 (كم²)، وترتفع عن سطح البحر م، بلغ عدد سكانها 52759 نسمة في عام 2010 حسب إحصاء مكتب تعداد الولايات المتحدة .

## التركيبة السكانية
حدّد مكتب تعداد الولايات المتحدة بيانات التركيبة السكانية لميلفورد في تعداد الولايات المتحدة. في ما يلي، التركيبة السكانية حسب تعدادي 2000 و2010.

### تعداد عام 2000
بلغ عدد سكان ميلفورد 50,594 نسمة بحسب تعداد عام 2000، وبلغ عدد الأسر 20,138 أسرة وعدد العائلات 13,619 عائلة مقيمة في المدينة. في حين سجلت الكثافة السكانية 777.3 نسمة لكل كيلومتر مربع (2,013.2/ميل2). وبلغ عدد الوحدات السكنية 21,145 وحدة بمتوسط كثافة قدره 324.9 لكل كيلومتر مربع (841.5/ميل2).
وتوزع التركيب العرقي للمدينة بنسبة 93.55% من البيض و1.91% من الأمريكيين الأفارقة و0.13% من الأمريكيين الأصليين و2.36% من الأمريكيين ذوي الأصول الآسيوية و0.03% من سكان جزر المحيط الهادئ و0.88% من الأعراق الأخرى و1.14% من عرقين مختلطين أو أكثر و3.34% من الهسبانيون أو اللاتينيون من أي عرق.
بلغ عدد الأسر 20,138 أسرة كانت نسبة 31.5% منها لديها أطفال تحت سن الثامنة عشر تعيش معهم، وبلغت نسبة الأزواج القاطنين مع بعضهم البعض 54.7% من أصل المجموع الكلي للأسر، ونسبة 9.7% من الأسر كان لديها معيلات من الإناث دون وجود شريك، بينما كانت نسبة 3.2% من الأسر لديها معيلون من الذكور دون وجود شريكة وكانت نسبة 32.4% من غير العائلات. تألفت نسبة 26.3% من أصل جميع الأسر من عدة أفراد يعيشون في نفس المنزل ونسبة 10.3% كانت تتألف من شخص يعيش بمفرده يبلغ من العمر 65 عاماً أو أكثر. وبلغ متوسط حجم الأسرة المعيشية 2.49، أما متوسط حجم العائلات فبلغ 3.04.
بلغ العمر الوسطي للسكان 39.4 عاماً. وكانت نسبة 22.4% من القاطنين تحت سن الثامنة عشر، وكانت نسبة 5.9% بين الثامنة عشر والرابعة والعشرين عاماً، ونسبة 31.6% كانت واقعةً في الفئة العمرية ما بين الخامسة والعشرين والرابعة والأربعين عاماً، ونسبة 24.9% كانت ما بين الخامسة والأربعين والرابعة والستين، ونسبة 14.2% كانت ضمن فئة الخامسة والستين عاماً فما فوق. يوجد لكل 100 أنثى 94.2 ذكر، ويوجد لكل 100 أنثى في الثامنة عشر من عمرها فما فوق 90.6 ذكر.
بلغ متوسط دخل الأسرة في المدينة 61,167 دولارًا، أما متوسط دخل العائلة فبلغ 71,175 دولارًا. وكان متوسط دخل الذكور 48,368 دولارًا مقابل 36,770 دولارًا للإناث. وسجل دخل الفرد الخاص بالمدينة 28,773 دولارًا. وكانت نسبة 2.4% من العائلات ونسبة 3.8% من السكان تحت خط الفقر، وكان من هؤلاء نسبة 4.2% تحت سن الثامنة عشر ونسبة 5.4% في الخامسة والستين من العمر وما فوق.

### تعداد عام 2010
بلغ عدد سكان ميلفورد 51,271 نسمة بحسب تعداد عام 2010، وبلغ عدد الأسر 21,017 أسرة وعدد العائلات 13,534 عائلة مقيمة في المدينة. في حين سجلت الكثافة السكانية 787.7 نسمة لكل كيلومتر مربع (2,040.1/ميل2). وبلغ عدد الوحدات السكنية 22,288 وحدة بمتوسط كثافة قدره 342.4 لكل كيلومتر مربع (886.8/ميل2).
وتوزع التركيب العرقي للمدينة بنسبة 88.84% من البيض و2.56% من الأمريكيين الأفارقة و0.14% من الأمريكيين الأصليين و5.47% من الأمريكيين ذوي الأصول الآسيوية و0.04% من سكان جزر المحيط الهادئ و1.31% من الأعراق الأخرى و1.64% من عرقين مختلطين أو أكثر و5.21% من الهسبانيون أو اللاتينيون من أي عرق.
بلغ عدد الأسر 21,017 أسرة كانت نسبة 28.3% منها لديها أطفال تحت سن الثامنة عشر تعيش معهم، وبلغت نسبة الأزواج القاطنين مع بعضهم البعض 50.9% من أصل المجموع الكلي للأسر، ونسبة 9.9% من الأسر كان لديها معيلات من الإناث دون وجود شريك، بينما كانت نسبة 3.6% من الأسر لديها معيلون من الذكور دون وجود شريكة وكانت نسبة 35.6% من غير العائلات. تألفت نسبة 29.2% من أصل جميع الأسر من عدة أفراد يعيشون في نفس المنزل ونسبة 11.3% كانت تتألف من شخص يعيش بمفرده يبلغ من العمر 65 عاماً أو أكثر. وبلغ متوسط حجم الأسرة المعيشية 2.42، أما متوسط حجم العائلات فبلغ 3.02.
بلغ العمر الوسطي للسكان 43.3 عاماً. وكانت نسبة 20.1% من القاطنين تحت سن الثامنة عشر، وكانت نسبة 6.7% بين الثامنة عشر والرابعة والعشرين عاماً، ونسبة 25.9% كانت واقعةً في الفئة العمرية ما بين الخامسة والعشرين والرابعة والأربعين عاماً، ونسبة 31.1% كانت ما بين الخامسة والأربعين والرابعة والستين، ونسبة 16.2% كانت ضمن فئة الخامسة والستين عاماً فما فوق. وتوزع التركيب الجنسي للسكان بنسبة 48.2% ذكور و51.8% إناث.

## أعلام
- إلين موث
- جوناثان كويك
- كريستي كارلسون رومانو
- بيتر بوند
- فرانك سبراغ
- سيمون لاك
- روبرت تريت
- ستيف ليبي
- جوناثان لو
- ديلان برونو

## وصلات خارجية
- www.ci.milford.ct.us